# 康登縣 (密蘇里州)
康登县（英語：Camden County）是美国密蘇里州中部的一個縣，面積1,836平方公里。根據2020年美國人口普查，共有人口42,745人。縣治康登頓（Camdenton）。該縣成立於1841年1月29日，原名為肯德胡克縣（Kinderhook County）（肯德胡克位於紐約州，是第八任美国总统马丁·范布伦的家）。1843年2月23日更為現名，以紀念在納稅問題上支持美洲殖民者的第一代康登伯爵查尔斯·普拉特。